# Chiesa di Sant'Onofrio (Firenze)
La chiesa di Sant'Onofrio è un luogo di culto scomparso di Firenze, che si trovava in via dei Malcontenti. Esiste tuttora in città un'altra chiesa dedicata a sant'Onofrio nel complesso del convento di Fuligno.

## Storia
La più antica chiesa di Sant'Onofrio si trovava in corso Tintori, sul sito dell'attuale biblioteca Nazionale Centrale, come documenta anche la carta del Buonsignori del 1584 (che la chiama già "Cavalleggeri", dove il granduca faceva allenare i suoi fanti a cavallo). Sant'Onofrio anacoreta era stato scelto dai tintori poiché, l'eremita che visse in uno stato quasi di selvaggio nel deserto d'Egitto, era stato ricoperto di candido pelame, che assomigliava alla fibra grezza che essi tingevano. La campana della chiesa chiamava gli artigiani al lavoro e ne annunciava il riposo. Vi era attiguamente un ospizio per i vecchi appartenenti all'arte, che nel 1630 fu trasformato in lazzaretto
Più tardi la chiesa fu trasferita nell'area oggi di fronte alla Pia Casa di Lavoro di Montedomini, dove era stato fondato dall'Arte dei Tintori su terreni di sua proprietà un ospedale più grande. In tale zona essi possedevano anche una casa di residenza, alcuni laboratori per la tintura, molto frequenti nell'area, un ospedale, un'"Università", in cui i fanciulli potevano imparare a leggere e scrivere, e ampi orti.
Alla fine del Seicento i tintori furono spostati nella zona di San Frediano in Cestello, assieme ai tessitori, ai cardatori e a tutti gli artigiani lanieri. Lo spedale fu concesso alle monache Cappuccine, e dopo la soppressione ai primi dell'Ottocento fu smantellata la chiesa, mentre il monastero, del quale resta un pregevole chiostro, venne trasformato in caserma.